# Ан (коммуна)
Ан (фр. и окс. Ens) — коммуна во Франции, находится в регионе Юг — Пиренеи. Департамент — Верхние Пиренеи. Входит в состав кантона Вьель-Ор. Округ коммуны — Баньер-де-Бигор.
Код INSEE коммуны — 65157.

## География
Коммуна расположена приблизительно в 690 км к югу от Парижа, в 130 км юго-западнее Тулузы, в 55 км к юго-востоку от Тарба.

## Климат
Климат умеренно-океанический с солнечной тёплой погодой и обильными осадками на протяжении практически всего года.

## Население
Население коммуны на 2010 год составляло 27 человек.
| 1962 | 1968 | 1975 | 1982 | 1990 | 1999 | 2010 |
| ---- | ---- | ---- | ---- | ---- | ---- | ---- |
| 28   | 25   | 21   | 19   | 18   | 16   | 27   |

## Администрация
| Период | Период | Фамилия         | Партия | Примечания |
| ------ | ------ | --------------- | ------ | ---------- |
| 2001   | 2020   | Кристоф Кантони |        |            |

## Экономика
В 2010 году среди 13 человек трудоспособного возраста (15-64 лет) 8 были экономически активными, 5 — неактивными (показатель активности — 61,5 %, в 1999 году было 60,0 %). Из 8 активных жителей работали 8 человек (4 мужчины и 4 женщины), безработных не было. Среди 5 неактивных 1 человек был учеником или студентом, 3 — пенсионерами, 1 был неактивным по другим причинам.

## Фотогалерея

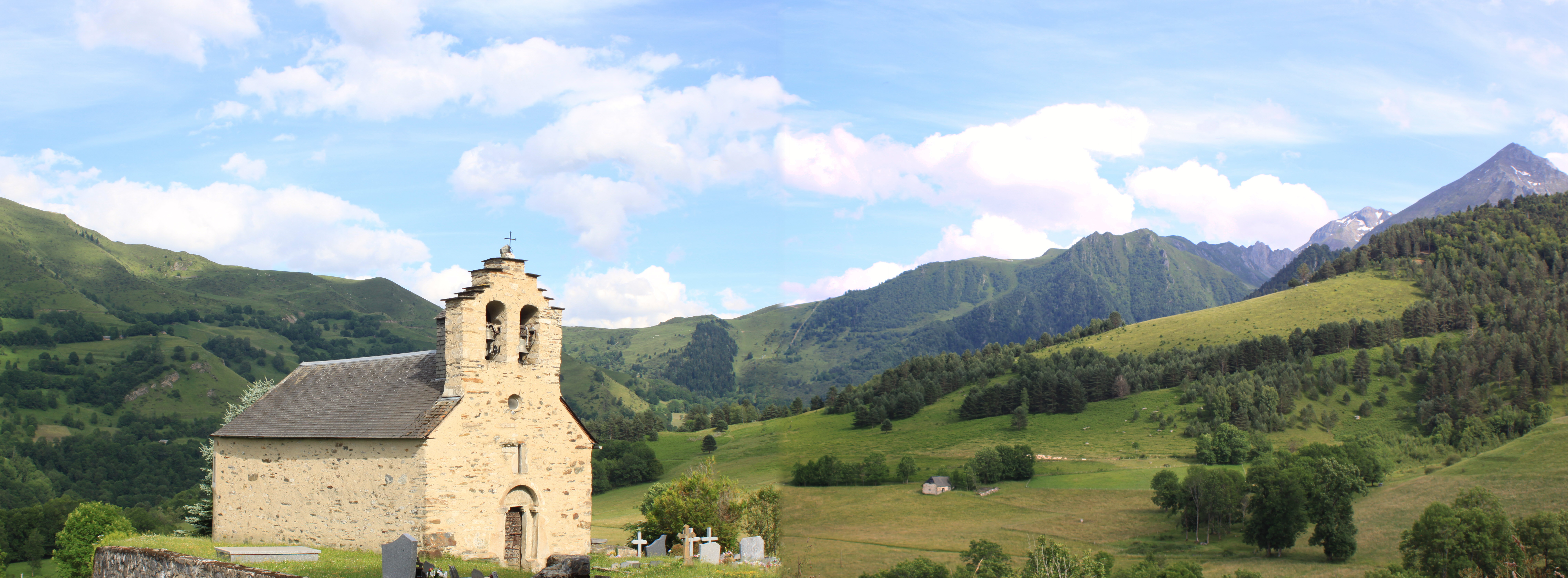
Церковь обретения мощей Св. Стефана
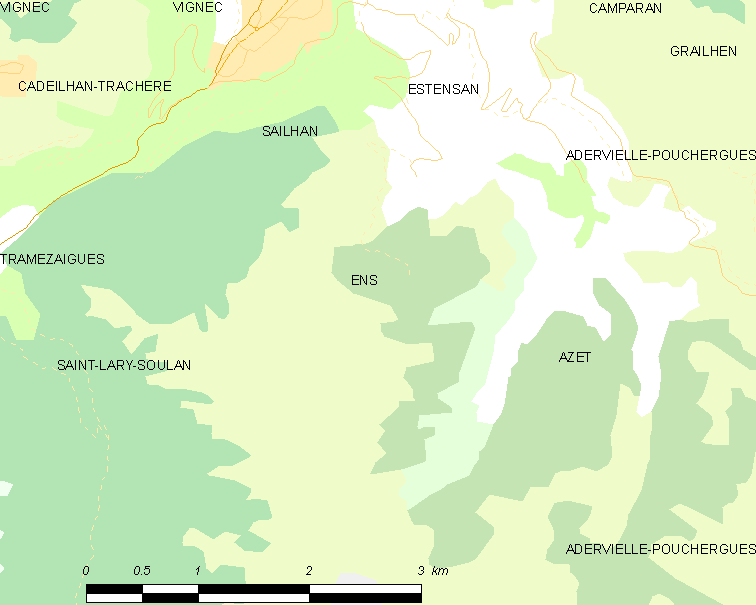
Карта коммуны